# アレクサンドラ・ダールストレム
アレクサンドラ・ダールストレム（Alexandra Dahlström、1984年2月12日 - ）は、スウェーデンの女優。

## 略歴
父親はスウェーデン人、母親はロシア人。
1998年公開の『ショー・ミー・ラブ』でスウェーデンのアカデミー賞といわれるゴールデン・ビートル賞の最優秀主演女優賞を、共演者でもあるレベッカ・リリエベリと共に受賞。
2007年からはオランダのテレビシリーズに出演している。